# Макс Корж
Макси́м Анато́лійович Корж (біл. Максім Анатолевіч Корж, більш відомий як Макс Корж; нар. 23 листопада 1988, Лунинець) — білоруський співак та автор пісень.

## Життєпис
За словами Максима, інтерес до музики у нього з'явився ще у дитинстві. У ранньому віці батьки віддали його до музичної школи. А вже у віці 16 років Макс з друзями створив свою музичну групу LunClan. Правда, проіснувала вона зовсім нетривалий проміжок часу. Після цього було ще кілька проєктів, але всі вони не мали великих успіхів. Макс записував пісні й рідною білоруською мовою.
Після всіх невдач, Максим спробував себе в ролі бітмейкера, складаючи музику для інших виконавців. І ця ідея не увінчалася успіхом, після чого Макс став співати сам під свої ж інструментали.
Ще під час навчання в Білоруському державному університеті Макс Корж записав свою першу сольну пісню. Провчившись у БДУ три курси, він вирішив, що навчання заважає музиці, тому, в результаті, Макс кинув навчання в університеті та серйозно зайнявся музичною діяльністю. Він записав пісню «Небо поможет нам» за 300 доларів, які позичив у своєї мами, і виклав її в соціальній мережі В Контакті. Після цього Максима забрали в армію, а коли він повернувся, то дізнався, що пісня стала дуже популярною на просторах інтернету. За цей час вона зібрала значну аудиторію слухачів, її навіть взяли для транслювання в ефірі деякі мінські радіостанції. Після цього він почав активно «розсилати» свої пісні ді-джеям, щоб вони крутилися в клубах.
Максиму захотілося стати сольним виконавцем. Зі своїми друзями він почав давати концерти в обласних і районних центрах Білорусі.

## Сольна кар'єра
7 квітня 2012 року Макс Корж випустив перше музичне відео на пісню «Небо поможет нам». Відеокліп швидко зайняв провідне місце в музичних чартах.
Влітку 2012 року Макс Корж випустив перший альбом під назвою «Животный мир». До альбому увійшло 16 пісень, слова яких написав сам співак. У цьому ж році співак підписав контракт із лейблом Respect Production, де є такі відомі артисти, як «Каста», Чаян Фама, Жара. Це дозволило організовувати концерти не тільки в Білорусі, але і за її кордоном — у Росії, Україні й т. д.
На запитання кореспондента газети АиФ «Про що пісні в альбомі?» Співак Макс Корж відповів:
|  | «Протягом трьох років я писав пісні, після чого зібрав їх воєдино і зауважив, що всі ці пісні підходять під одну тематику, яку я визначив назвою «Животный мир». Альбом написаний для аудиторії різних вікових категорій, від підліткового віку до більш дорослого. Основний упор йде на людські пороки, яких у нас досить багато, і всі вони різні, від зради до злочину». |

На початку 2013 року була задумана серія концертів «Взлётный март» у Білорусі, Росії та Україні. Концерт у Мінську пройшов 7 березня 2013 у Палаці спорту, попри те, що Макс довгий час сумнівався з приводу місця проведення цього концерту, оскільки можна було дуже здорово «попасти на гроші». Адже, далеко не кожен білоруський музикант зможе зібрати таку велику аудиторію. На концерт Макса ж прийшло понад 6000 осіб — це повний Палац спорту, довелося навіть організовувати додаткові місця на трибунах.
Влітку 2013 року став учасником Премії Муз-ТВ в номінації «Прорив року».
2 листопада 2013 року Макс Корж на Мінськ-Арені презентував свій другий альбом «Жить в кайф». Вперше в музичній історії Білорусі артист зібрав найбільший майданчик країни, що вміщає в себе 13 000 осіб.
Популярне Інтернет-видання «Афіша-Хвиля» прокоментувало творчість співака ось так:
|  | «Макс Корж — це естрадний хіп-хоп, клубний напір у стилістиці «давай, красава» і дворова щирість під шестиструнку. Це дивовижний і кмітливий гібрид низових жанрів, який на виході дає стовідсоткові бестселери, від яких при всьому бажанні важко відв'язатися». |

2013 року за версією сайту Rap.Ru платівка «Жить в кайф» посіла п'яте місце в списку найкращих російськомовних альбомів. Також у 2013 році Макс Корж посів друге місце в конкурсі музичного телеканалу A-One Hip-Hop Music Channel «Артист року». У рейтингу Google Trends України «Людина року-2013» Макс Корж зайняв 9 місце.
2014 року був організований масштабний концертний тур «Вырванный май». Під час нього Максу вдалося зібрати 6000 глядачів на Футбольному манежі в Мінську 10 травня і повний Палац Спорту Лужники в Москві 24 травня.
У червні 2014 року Макс Корж переміг у номінації «Альбом року» Премії Муз-ТВ 2014 за платівкою «Жить в кайф».
У жовтні 2014 року Макс Корж випустив свій третій альбом, який отримав назву «Домашний». Після цього співак вирушив у черговий тур із презентацією альбому «Домашній». Під вивіскою «Большой Flat» пройшли концерти в Києві, Одесі, Мінську, Москві та Санкт-Петербурзі. Також Макс Корж почав освоювати європейські міста, білорус дав концерти в Празі, Варшаві, Таллінні, Лондоні.
У червні 2015 Макс Корж був номінований відразу на три номінації Премії Муз-ТВ 2015: «Найкращий хіп-хоп проєкт», «Найкращий альбом» і «Найкраще концертне шоу». Але Макс не переміг в жодній із них.
В лютому 2016 року СБУ заборонила співаку в'їзд в Україну на 5 років через його виступ в Криму. Після прямого запиту, не виявивши у діях Коржа загрози національній безпеці, в жовтні 2017 року СБУ зняла заборону на в’їзд в Україну.
25 листопада 2016 року вийшов четвертий альбом під назвою «Малый повзрослел ч. 1». 24 лютого 2017 року було випущено кліп на трек «Малый повзрослел». 23 грудня відбувся концерт в Києві.
26 жовтня 2017 року випущено альбом «Малый повзрослел ч. 2».
17 грудня 2021 вийшов шостий студійний альбом «Психи попадают в топ».

## Громадська позиція
7 і 8 серпня 2020 року випустив пісні «Времена» і «Тепло», присвячені акціям протесту проти режиму Лукашенка. 11 серпня 2020 року Макс Корж закликав білорусів зупинити протести і прокоментував події зі словами: «Пацани. Ви перемогли. Гальмуйте сьогодні. Ви показали, що можете дати відсіч. Навели шороху на весь світ. Відосів вистачить на місяць вперед». Проте, 15 серпня він сам з'явився на протестах, прокоментувавши це: «Я вийшов, бо мені писали, що я зрадник. 9 та 10 серпня я бачив, що відбувалося, і хотів це зупинити. Щоб усе повернулося у мирне русло.»
24 лютого 2022, після початку російського вторгнення, випустив в Instagram пост де засудив агресію проти України. 4 червня того ж року випустив пісню «Свой дом», присвячену подіям в Україні, а 6 червня скасував усі заплановані у Росії концерти. У жовтні, на фоні чуток про наступ Білорусі на Україну, Корж в Instagram написав: «Не підуть білоруси на чужу землю. Так було завжди й за 7 місяців нічого не змінилося. Вірте в краще».
У жовтні 2024 року близький до ГУБОЗіКу Telegram-канал написав, що Макс Корж залишив Білорусь після виклику «на бесіду» з політичних причин.

## Дискографія

### Студійні альбоми
- 2012 — «Животный мир» (Тваринний світ)
- 2013 — «Жить в кайф» (Жити в кайф)
- 2014 — «Домашний» (Домашній)
- 2016 — «Малый повзрослел ч.1» (Малий подорослішав, частина 1)
- 2017 — «Домашний (Полная версия)» (Домашній, Повна версія)
- 2017 — «Малый повзрослел ч.2» (Малий подорослішав, частина 2)
- 2021 — «Психи попадают в топ» (Психи потрапляють у топ)

### Міні-альбоми
- 2016 — «Best Remixes»

### Сингли
- 2012 — «Время»
- 2012 — «За тобой»
- 2013 — «Тает дым»
- 2013 — «Стань»
- 2013 — «Жить в кайф»
- 2013 — «Неважно»
- 2014 — «Пламенный свет»
- 2014 — «Домашний»
- 2014 — «Кто здесь отец?»
- 2015 — «Бессонница»
- 2016 — «Слова пацана»
- 2016 — «Ноябрь»
- 2016 — «Жги, сын!»
- 2017 — «Оптимист»
- 2018 — «Пролетарка»
- 2019 — «Контрольный»
- 2019 — «Шантаж»
- 2019 — «2 типа людей»
- 2020 — «Разнесём»
- 2020 — «Малолетка»
- 2020 — «Времена»
- 2020 — «Тепло»
- 2020 — «Её виной»
- 2021 — «Аттестат»
- 2021 — «Не твой»
- 2022 — «Свой дом»
- 2022 — «Это наш путь»
- 2022 — «Береги её»
- 2023 - «Передел»

## Відеографія

### Музичні відео
| Рік  | Робота                                                                             | Режисер                             |
| ---- | ---------------------------------------------------------------------------------- | ----------------------------------- |
| 2012 | Небо поможет нам [Архівовано 21 липня 2020 у Wayback Machine.] (Небо допоможе нам) | Макс Корж                           |
| 2012 | Где я (перший варіант) [Архівовано 30 квітня 2020 у Wayback Machine.] (Де я)       | Макс Корж                           |
| 2012 | Где я (другий варіант) [Архівовано 1 травня 2020 у Wayback Machine.] (Де я)        | Єгор Абраменко                      |
| 2013 | В темноте [Архівовано 1 червня 2020 у Wayback Machine.] (В темряві)                | Іван Лебедєв                        |
| 2013 | Жить в кайф [Архівовано 24 червня 2020 у Wayback Machine.] (Жити в кайф)           | Олексій Боченін                     |
| 2013 | Неважно [Архівовано 8 липня 2020 у Wayback Machine.] (Неважливо)                   | Макс Корж                           |
| 2013 | Эндорфин [Архівовано 10 травня 2020 у Wayback Machine.] (Ендорфін)                 | Макс Корж                           |
| 2014 | Мотылёк [Архівовано 18 червня 2020 у Wayback Machine.] (Метелик)                   | Макс Корж                           |
| 2014 | Стань [Архівовано 8 липня 2020 у Wayback Machine.]                                 | Рустам Романов                      |
| 2014 | Тралики [Архівовано 17 січня 2020 у Wayback Machine.]                              | Олексій Бєлов                       |
| 2014 | Amsterdam [Архівовано 30 квітня 2020 у Wayback Machine.]                           | Макс Корж                           |
| 2014 | Домашний [Архівовано 26 червня 2020 у Wayback Machine.] (Домашній)                 | Макс Корж                           |
| 2014 | Не выдумывай [Архівовано 24 червня 2020 у Wayback Machine.] (Не вигадуй)           | Макс Корж                           |
| 2015 | Пламенный свет [Архівовано 24 червня 2020 у Wayback Machine.] (Полум'яне світло)   | Макс Корж                           |
| 2015 | Флэт feat. F.O.T.H. [Архівовано 26 травня 2020 у Wayback Machine.]                 | Макс Корж                           |
| 2016 | Бессонница [Архівовано 25 травня 2020 у Wayback Machine.] (Безсоння)               | Антон Мамоненко                     |
| 2016 | Слово пацана [Архівовано 16 травня 2020 у Wayback Machine.]                        | Макс Корж                           |
| 2016 | Мой друг [Архівовано 28 червня 2020 у Wayback Machine.] (Мій друг)                 | Антон Мамоненко                     |
| 2016 | Стилево [Архівовано 7 листопада 2020 у Wayback Machine.]                           | Андрій Свєтлов                      |
| 2017 | Малый повзрослел [Архівовано 5 липня 2020 у Wayback Machine.] (Малий подорослішав) | Макс Корж, Мітрій Семенов-Алейников |
| 2017 | Малый повзрослел 2.0 (Розочка remix) [Архівовано 5 липня 2020 у Wayback Machine.]  | Макс Корж                           |
| 2017 | Оптимист [Архівовано 4 липня 2020 у Wayback Machine.] (Оптиміст)                   | Макс Корж                           |
| 2017 | Напалм [Архівовано 1 червня 2020 у Wayback Machine.]                               | Макс Корж                           |
| 2018 | Малиновый закат (Малиновий захід)                                                  | Макс Корж                           |
| 2018 | Горы по колено [Архівовано 18 червня 2020 у Wayback Machine.] (Гори по коліно)     | Макс Корж                           |
| 2019 | Контрольный [Архівовано 17 червня 2020 у Wayback Machine.] (Контрольний)           | Макс Корж                           |
| 2019 | Шантаж [Архівовано 8 серпня 2020 у Wayback Machine.]                               | Макс Корж, Андрій Свєтлов           |
| 2020 | Малолетка [Архівовано 23 червня 2020 у Wayback Machine.](Малолітня)                | Макс Корж, Андрій Свєтлов           |
| 2020 | Вспоминай меня [Архівовано 13 червня 2020 у Wayback Machine.] (Згадуй мене)        | Макс Корж                           |
| 2020 | Её виной [Архівовано 26 листопада 2020 у Wayback Machine.] (Її виною)              | Макс Корж                           |
| 2021 | Аттестат [Архівовано 11 червня 2021 у Wayback Machine.]                            | Макс Корж                           |
| 2021 | Не твой [Архівовано 14 листопада 2021 у Wayback Machine.]                          | Макс Корж                           |
| 2021 | Афган [Архівовано 11 січня 2022 у Wayback Machine.]                                | Макс Корж                           |
| 2021 | Сожжены [Архівовано 10 січня 2022 у Wayback Machine.]                              | Макс Корж                           |
| 2022 | Это наш путь                                                                       | Макс Корж                           |

## Особисте життя
- дружина Тетяна Корж-Мацкевич (з 10 листопада 2012)
- донька Емілія Корж (5 квітня 2013)
- син Назар Корж (14 червня 2019)